# 13994 Tuominen
13994 Tuominen este un asteroid din centura principală de asteroizi.

## Descriere
13994 Tuominen este un asteroid din centura principală de asteroizi. A fost descoperit pe 17 martie 1993 la Observatorul La Silla în cadrul programului UESAC. Asteroidul prezintă o orbită caracterizată de o semiaxă mare de 2,40 ua, o excentricitate de 0,13 și o înclinație de 7,7° în raport cu ecliptica.